# Georges Cazeneuve
Pour les articles homonymes, voir Cazeneuve.
Georges Cazeneuve né le 4 mars 1906 au Fossat (Ariège) et mort le 30 juillet 1982 à La Tronche (Isère), est le cofondateur et premier directeur de publication du Dauphiné libéré, dont le numéro un est sorti des presses le 7 septembre 1945. Georges Cazeneuve a très vite retenu le sport comme support de communication. Auparavant, il avait travaillé à Nice-Matin, puis au Petit Provençal et au Petit Dauphinois.

## Fondateur de courses cyclistes
Conscient de la nécessité de livrer une sévère concurrence à ses deux rivaux grenoblois, Les Allobroges et Le Réveil, il crée en 1947, soit dix-huit mois après la naissance du Dauphiné Libéré, une course cycliste par étapes qu’il baptise Critérium du Dauphiné libéré. L’événement connaît rapidement un engouement sur le plan sportif et populaire, avant de séduire les plus grandes firmes commerciales du sud-est. Placé à trois semaines du départ du Tour de France, le Critérium du Dauphiné libéré est devenu un rendez-vous majeur en vue de la « grande boucle ». Tous les quintuples vainqueurs du Tour de France l’ont ainsi remporté au moins une fois. L’épreuve dauphinoise a également fourni à onze reprises le vainqueur du Tour de France.
Georges Cazeneuve a également lancé les Six jours de Grenoble en 1971, à la demande de la ville de Grenoble soucieuse de donner une nouvelle vie au Palais des sports de glace construit pour les Jeux olympiques d'hiver de 1968.

## Carrière politique
Membre du comité de Libération de Grenoble, militant socialiste SFIO, il avait été adjoint au maire de Grenoble Léon Martin jusqu'en 1959.

## Famille
Son neveu Thierry Cazeneuve a également travaillé au Dauphiné libéré et a dirigé pendant 21 ans l'épreuve cycliste créée par son oncle.